# Solný pochod

Gándhí během Solného pochodu

Solný pochod (také Pochod do Dándí) byl protestní pochod, tzv. padajátra, který v roce 1930 vedl Mahátma Gándhí. Cesta vedla z Ahmadábádu do přímořské vesnice Dándí v Gudžarátu a měřila necelých 400 km.
Jednalo se o jednu z událostí boje za indickou nezávislost na Spojeném království. Protest byl namířen proti britskému monopolu na výrobu soli.

## Průběh pochodu
Z ášramu Sábarmatí u Ahmadábádu vyrazil Gándhí a dalších 78 satjágrahistů 12. března 1930. Cesty mezi Sábarmatí a Ahmadábádem obklopilo podle The Statesman, oficiálních vládních novin, na sto tisíc lidí. Ve vesnicích po cestě Gándhí řečnil o nespravedlivosti daně ze soli. Každý den se k pochodu přidávali stále další stoupenci satjágrahy, až byl zástup poutníků více než dvě míle dlouhý. Na břehu Arabského moře pak 6. dubna 1930 převařili mořskou vodu, čímž ilegálně získali sůl.